# Учитель для России
Учитель для России — это российская общественная программа, привлекающая выпускников ведущих вузов России к преподаванию в школах и обеспечивающая подготовку молодых специалистов к преподавательской деятельности. Программу реализует Некоммерческий благотворительный фонд поддержки и развития образования «Новый учитель», привлекая ресурсы экспертов в сфере современной педагогики и финансирование частных и корпоративных доноров.
Выпускники престижных вузов проходят многоэтапный конкурс на участие, курс профессиональной подготовки и на два года становятся учителями в обычных школах, где детям особенно требуются вдохновляющие педагоги, а коллективу — новые кадры. Школы, в которых преподают новые учителя, выбираются по уровню достигнутых академических показателей – невысоких, и с учётом окружающего социально-экономического контекста – скорее неблагоприятного. Задача учителя в такой ситуации — помочь своим ученикам найти мотивацию к учёбе и поверить в себя, повысить их интерес к школьному образованию и тем самым непосредственные результаты учёбы. На протяжении двух лет учителя получают методическую и стипендиальную поддержку от Программы, а по их истечении могут продолжить педагогическую карьеру или развивать сферу образования из другого карьерного поля.

## Общая информация о программе
Программа «Учитель для России» была запущена весной 2015 года выпускницами СПбГУ Алёной Маркович и Еленой Ярмановой. С тех пор программа подготовила и выпустила более 500 новых учителей. 95% выпускников программы продолжают работать в сфере образования. 
В 2023 году учителя для России работают в Калужской, Воронежской, Тамбовской, Новгородской, Нижегородской и Новосибирской областях, а также в Ямало-Ненецком автономном округе и Приморском крае — регионы участвуют в софинансировании программы.
В 2023-24 учебном году на основе опыта программы «Учитель для России» Благотворительным фондом «Новый учитель» была запущена программа «Учитель для каждого», объявлен набор новых участников в школы Ямало-Ненецкого автономного округа. Партнёром фонда по обучению учителей-участников стала Школа бизнеса и международных компетенций Московского государственного института международных отношений (МГИМО МИД России).

### Участники программы проходят два этапа профессиональной переподготовки, реализуемым в партнерстве с МГИМО
Этап 01. Летний институт — программа ДПО «Педагогика: подходы, методы, технологии», 280 академических часов. Месяц оффлайн-обучения, 10 дней практики работы с детьми на досугово-образовательной площадке, неделя онлайн-курса прямо перед выходом в школу.
Участники получают базовые  знания и навыки взаимодействия с детьми, школьным коллективом и местным сообществом. Учителя-предметники обучаются планировать и проводить уроки, педагоги сопровождения (психологи, социальные педагоги) обучаются основам диагностики, профилактики, консультирования и коррекции.
Этап 02. Программа ДПО «Современные подходы, методы и инструменты ведения педагогической деятельности», 756 академических часов, с присвоением квалификации «учитель».
Региональные встречи в течение 2 лет работы в школе. Программа логично продолжает летний интенсив: участники углубляют свои знания в педагогике, работе с детьми и взрослыми. Программа реализуется в очном формате – практически каждый месяц работы в школе мы будем встречаться на двухдневное обучение в регионе.

## Результаты программы
В 2015 году по результатам первого отбора участие в программе приняли 35 человек. К 2023 году в «Учителе для России» приняли и принимают участие более 700 профессионалов, ставших учителями в региональных школах и прошедших профессиональную педагогическую переподготовку. Опубликован ряд отзывов об участии в проекте.